# Sarina Bolden
Sarina Isabel Calpo Bolden (sinh ngày 30 tháng 6 năm 1996 tại Santa Clara, California, Hoa Kỳ) là một cầu thủ bóng đá từng thi đấu ở vị trí hậu vệ và tiền đạo cho câu lạc bộ đang thi đấu ở A-League Western Sydney Wanderers. Sinh ra tại Hoa Kỳ, cô thi đấu cho đội tuyển bóng đá nữ quốc gia Philippines.
Cô được biết đến là cầu thủ đầu tiên của bóng đá nữ Philippines ghi bàn thắng tại một kỳ Giải vô địch bóng đá nữ thế giới. Cô cũng là chủ nhân của bàn thắng duy nhất vào lưới của đội đồng chủ nhà New Zealand tại giải đấu năm 2023, đem về chiến thắng lịch sử cho bóng đá nữ Philippines trên đấu trường quốc tế.

## Tiểu sử
Sarina Bolden sinh ngày 30 tháng 6 năm 1996 tại Santa Clara, California, Hoa Kỳ, có cha là người Hoa Kỳ và mẹ là người Philippines và có một người em trai. Cô từng theo học tại Trường Trung học Milpitas, nơi cô từng thi đấu cho đội bóng đá và bóng mềm nữ.

## Học vấn
Cô từng tốt nghiệp Đại học Loyola Marymount, nơi cô đã từng thi đấu cho đội bóng đá nữ của trường đại học này. Cô đã có đội 6 bàn thắng cho đội bóng của mình vào năm 2016.

## Sự nghiệp câu lạc bộ
Năm 2020, cô thi đấu cho câu lạc bộ Tân Bắc Hàng Nguyên thuộc Mulan League của Đài Loan. Sau đó, cô chuyển sang thi đấu cho câu lạc bộ San Francisco Nighthawks của Giải bóng đá nữ Ngoại hạng Hoa Kỳ.
Năm 2021, cô ký hợp đồng với câu lạc bộ Chifure AS Elfen Saitama đang thi đấu tại WE League của Nhật Bản. Cô ra mắt Saitama trong trận thua 1–4 của đội bóng này trước Tokyo Verdy Beleza vào ngày 10 tháng 10 năm 2021, trận đấu mà cô được tung vào sân từ băng ghế dự bị từ phút thứ 62 của trận đấu.
Vào tháng 12 năm 2022, cô chính thức chia tay Elfen Saitama để chuyển sang thi đấu cho câu lạc bộ của Úc Western Sedney Wanderers. Trong thời gian diễn ra mùa giải 2023–2024 của A-League Women, cô không tái ký hợp đồng với Western Sedney Wanderers.
Sau 5 vòng đấu tại mùa giải 2023–2024, cô đầu quân cho câu lạc bộ Newcastle Jets và ghi được một cú đúp.

## Sự nghiệp quốc tế
Vào cuối năm 2017, cô được triệu tập lên đội tuyển nữ Philippines và nhận được sự chú ý của Richard Boon, lúc đó đang là huấn luyện viên trưởng của đội. Sau đó, cô có tên trong danh sách chính thức của Philippines tham dự Cúp bóng đá nữ châu Á 2018 diễn ra tại Jordan.
Trong trận đấu ra quân gặp chủ nhà Jordan, Bolden đã có trận ra mắt cho đội tuyển quốc gia. Cô ghi bàn thắng quyết định đem về chiến thắng 2–1 trước đội chủ nhà.
Cô tiếp tục có tên trong danh sách chính thức của Philippines tham dự Cúp bóng đá nữ châu Á 2022 diễn ra tại Ấn Độ. Philippines giành vé vào vòng đấu loại trực tiếp lần đầu tiên trong lịch sử các lần tham dự Cúp bóng đá nữ châu Á. Trong trận đấu tứ kết gặp Đài Bắc Trung Hoa, cô ghi bàn thắng mở tỷ số và cũng là người thực hiện thành công trong cú sút penalty quyết định (hai đội hòa nhau 1–1 sau 120 phút) giúp bóng đá Philippines lần đầu tiên trong lịch sử có đại diện tham dự một giải đấu do FIFA tổ chức – Giải vô địch bóng đá nữ thế giới 2023 diễn ra tại Úc và New Zealand. Tại giải đấu đó, Bolden làm nên lịch sử khi trở thành cầu thủ đầu tiên của Philippines ghi bàn thắng tại một kỳ Giải vô địch bóng đá nữ thế giới khi ghi bàn thắng duy nhất, mang về thắng lợi 1–0 trước đội đồng chủ nhà New Zealand, qua đó mang về thắng lợi lịch sử cho bóng đá nữ Philippines.

### Bàn thắng quốc tế
| Số thứ tự | Ngày                 | Địa điểm                                                     | Đối thủ              | Ghi bàn | Kết quả | Giải đấu                                                    |
| --------- | -------------------- | ------------------------------------------------------------ | -------------------- | ------- | ------- | ----------------------------------------------------------- |
| 1.        | 6 tháng 4 năm 2018   | Sân vận động quốc tế Amman, Amman, Jordan                    | Jordan               | 2–1     | 2–1     | Cúp bóng đá nữ châu Á 2018                                  |
| 2.        | 29 tháng 11 năm 2019 | Sân vận động bóng đá Biñan, Biñan, Philippines               | Malaysia             | 1–0     | 5–0     | Đại hội Thể thao Đông Nam Á 2019                            |
| 3.        | 29 tháng 11 năm 2019 | Sân vận động bóng đá Biñan, Biñan, Philippines               | Malaysia             | 3–0     | 5–0     | Đại hội Thể thao Đông Nam Á 2019                            |
| 4.        | 29 tháng 11 năm 2019 | Sân vận động bóng đá Biñan, Biñan, Philippines               | Malaysia             | 4–0     | 5–0     | Đại hội Thể thao Đông Nam Á 2019                            |
| 5.        | 27 tháng 1 năm 2022  | Khu liên hợp thể thao Shree Shiv Chhatrapati, Pune, Ấn Độ    | Indonesia            | 2–0     | 6–0     | Cúp bóng đá nữ châu Á 2022                                  |
| 6.        | 9 tháng 5 năm 2022   | Cẩm Phả Stadium, Cẩm Phả, Vietnam                            | Campuchia            | 2–0     | 5–0     | Đại hội Thể thao Đông Nam Á 2021                            |
| 7.        | 21 tháng 5 năm 2022  | Cẩm Phả Stadium, Cẩm Phả, Vietnam                            | Myanmar              | 1–1     | 2–1     | Đại hội Thể thao Đông Nam Á 2021                            |
| 8.        | 22 tháng 6 năm 2023  | Terme Čatež, Brežice, Slovenia                               | Bosna và Hercegovina | 2–0     | 3–0     | Giao hữu                                                    |
| 9.        | 22 tháng 6 năm 2023  | Terme Čatež, Brežice, Slovenia                               | Bosna và Hercegovina | 3–0     | 3–0     | Giao hữu                                                    |
| 10.       | 6 tháng 7 năm 2022   | Sân vận động tưởng niệm Rizal, Manila, Philippines           | Singapore            | 4–0     | 7–0     | Giải vô địch bóng đá nữ Đông Nam Á 2022                     |
| 11.       | 10 tháng 7 năm 2022  | Sân vận động tưởng niệm Rizal, Manila, Philippines           | Indonesia            | 2–1     | 4–1     | Giải vô địch bóng đá nữ Đông Nam Á 2022                     |
| 12.       | 10 tháng 7 năm 2022  | Sân vận động tưởng niệm Rizal, Manila, Philippines           | Indonesia            | 3–1     | 4–1     | Giải vô địch bóng đá nữ Đông Nam Á 2022                     |
| 13.       | 10 tháng 7 năm 2022  | Sân vận động tưởng niệm Rizal, Manila, Philippines           | Indonesia            | 4–1     | 4–1     | Giải vô địch bóng đá nữ Đông Nam Á 2022                     |
| 14.       | 15 tháng 7 năm 2022  | Sân vận động tưởng niệm Rizal, Manila, Philippines           | Việt Nam             | 3–0     | 4–0     | Giải vô địch bóng đá nữ Đông Nam Á 2022                     |
| 15.       | 15 tháng 7 năm 2022  | Sân vận động tưởng niệm Rizal, Manila, Philippines           | Việt Nam             | 4–0     | 4–0     | Giải vô địch bóng đá nữ Đông Nam Á 2022                     |
| 16.       | 6 tháng 9 năm 2022   | Sân vận động Titan, Fullerton, Hoa Kỳ                        | New Zealand          | 1–0     | 1–2     | Giao hữu                                                    |
| 17.       | 5 tháng 4 năm 2023   | Sân vận động Trung Hisor Hisar, Tajikistan                   | Pakistan             | 2–0     | 4–0     | Vòng loại bóng đá nữ Thế vận hội Mùa hè 2024 khu vực châu Á |
| 18.       | 11 tháng 4 năm 2023  | Sân vận động Trung Hisor Hisar, Tajikistan                   | Hồng Kông            | 1–0     | 4–0     | Vòng loại bóng đá nữ Thế vận hội Mùa hè 2024 khu vực châu Á |
| 19.       | 11 tháng 4 năm 2023  | Sân vận động Trung Hisor Hisar, Tajikistan                   | Hồng Kông            | 2–0     | 4–0     | Vòng loại bóng đá nữ Thế vận hội Mùa hè 2024 khu vực châu Á |
| 20.       | 6 tháng 5 năm 2023   | Sân vận động RCAF, Phnôm Pênh, Campuchia                     | Malaysia             | 1–0     | 1–0     | Đại hội Thể thao Đông Nam Á 2023                            |
| 21.       | 9 tháng 5 năm 2023   | RSN Stadium, Phnôm Pênh, Campuchia                           | Việt Nam             | 1–0     | 2–1     | Đại hội Thể thao Đông Nam Á 2023                            |
| 22.       | 25 tháng 7 năm 2023  | Wellington Regional Stadium, Wellington, New Zealand         | New Zealand          | 1–0     | 1–0     | Giải vô địch bóng đá nữ thế giới 2023                       |
| 23.       | 22 tháng 9 năm 2023  | Sân vận động Trung tâm Thể thao Ôn Châu, Ôn Châu, Trung Quốc | Hồng Kông            | 1–0     | 3–1     | Đại hội Thể thao châu Á 2022                                |
| 24.       | 25 tháng 9 năm 2023  | Sân vận động Trung tâm Thể thao Ôn Châu, Ôn Châu, Trung Quốc | Hàn Quốc             | 1–0     | 1–5     | Đại hội Thể thao châu Á 2022                                |
| 25.       | 28 tháng 9 năm 2023  | Sân vận động Trung tâm Thể thao Ôn Châu, Ôn Châu, Trung Quốc | Myanmar              | 1–0     | 3–0     | Đại hội Thể thao châu Á 2022                                |
| 26.       | 30 tháng 9 năm 2023  | Sân vận động Trung tâm Thể thao Ôn Châu, Ôn Châu, Trung Quốc | Nhật Bản             | 1–3     | 1–8     | Đại hội Thể thao châu Á 2022                                |
| 27.       | 26 tháng 10 năm 2023 | Sân vận động Perth Rectangular, Perth, Úc                    | Đài Bắc Trung Hoa    | 1–1     | 4–1     | Vòng loại bóng đá nữ Thế vận hội Mùa hè 2024 khu vực châu Á |
| 28.       | 26 tháng 10 năm 2023 | Sân vận động Perth Rectangular, Perth, Úc                    | Đài Bắc Trung Hoa    | 3–1     | 4–1     | Vòng loại bóng đá nữ Thế vận hội Mùa hè 2024 khu vực châu Á |

## Danh hiệu
Philippines
- Huy chương đồng Đại hội Thể thao Đông Nam Á: 2021
- Giải vô địch bóng đá nữ Đông Nam Á: 2022

## Đời tư
Anh chị em họ của Bolden là Jalen Brown và Ryanne Brown đều là những cầu thủ bóng đá chuyên nghiệp.